# العلاقات المجرية المولدوفية
العلاقات المجرية المولدوفية هي العلاقات الثنائية التي تجمع بين المجر ومولدوفا.

## مقارنة بين البلدين
هذه مقارنة عامة ومرجعية للدولتين:
| وجه المقارنة                                              | المجر                                                       | مولدوفا                           |
| --------------------------------------------------------- | ----------------------------------------------------------- | --------------------------------- |
| المساحة (كم2)                                             | 93.04 ألف                                                   | 33.85 ألف                         |
| عدد السكان (نسمة)                                         | 9.78 مليون                                                  | 2.55 مليون                        |
| الكثافة السكانية (ن./كم²)                                 | 105.12                                                      | 75.33                             |
| العاصمة                                                   | بودابست                                                     | كيشيناو                           |
| اللغة الرسمية                                             | لغة مجرية                                                   | اللغة المولدوفية، اللغة الرومانية |
| العملة                                                    | فورنت مجري                                                  | ليو مولدوفي                       |
| الناتج المحلي الإجمالي (بليون دولار)                      | 139.14 مليار                                                | 8.13 مليار                        |
| الناتج المحلي الإجمالي (تعادل القوة الشرائية) بليون دولار | 260.42 مليار                                                | 17.94 مليار                       |
| الناتج المحلي الإجمالي الاسمي للفرد دولار أمريكي          | 12.36 ألف                                                   | 3.65 ألف                          |
| الناتج المحلي الإجمالي للفرد دولار أمريكي                 | 25.07 ألف                                                   | 4.98 ألف                          |
| مؤشر التنمية البشرية                                      | 0.828                                                       | 0.693                             |
| رمز المكالمات الدولي                                      | +36                                                         | +373                              |
| رمز الإنترنت                                              | .hu                                                         | .md                               |
| المنطقة الزمنية                                           | ت ع م+01:00، ت ع م+02:00، أوروبا/بودابست ‏، توقيت وسط أوروبا | ت ع م+02:00، ت ع م+03:00          |

## مدن متوأمة
في ما يلي قائمة باتفاقيات التوأمة بين مدن مجرية ومولدوفية:
- ترتبط جيولا ، المجر مع بالتسي باتفاقية توأمة.

## منظمات دولية مشتركة
يشترك البلدان في عضوية مجموعة من المنظمات الدولية، منها:
| علم المنظمة | اسم المنظمة                               | تاريخ انضمام المجر | تاريخ انضمام مولدوفا |
| ----------- | ----------------------------------------- | ------------------ | -------------------- |
|             | وكالة ضمان الاستثمار متعدد الأطراف        | 21 أبريل 1988      | 9 يونيو 1993         |
|             | الأمم المتحدة                             | 14 ديسمبر 1955     | 2 مارس 1992          |
|             | الفريق المعني برصد الأرض                  | ?                  | ?                    |
|             | منظمة حظر الأسلحة الكيميائية              | ?                  | ?                    |
|             | منظمة التجارة العالمية                    | 1995               | ?                    |
|             | منظمة الشرطة الجنائية الدولية             | ?                  | ?                    |
|             | منظمة الأمن والتعاون في أوروبا            | 25 يونيو 1973      | 30 يناير 1992        |
|             | مؤسسة التنمية الدولية                     | 29 أبريل 1985      | 14 يونيو 1994        |
|             | يونسكو                                    | 14 سبتمبر 1948     | 27 مايو 1992         |
|             | مجلس أوروبا                               | 6 نوفمبر 1990      | ?                    |
|             | الاتحاد البريدي العالمي                   | ?                  | ?                    |
|             | البنك الدولي للإنشاء والتعمير             | 7 يوليو 1982       | 12 أغسطس 1992        |
|             | الاتحاد الدولي للاتصالات                  | 1866               | 20 أكتوبر 1992       |
|             | مؤسسة التمويل الدولية                     | 29 أبريل 1985      | 10 مارس 1995         |
|             | المنظمة الأوروبية لسلامة الملاحة الجوية   | 1992               | 2000                 |
|             | المركز الدولي لتسوية المنازعات الاستشارية | 6 مارس 1987        | 4 يونيو 2011         |

## وصلات خارجية
- موقع وزارة الخارجية المجرية
- موقع وزارة الخارجية المولدوفية